# Janez Brajkovič
Janez Brajkovič (Metlika, 18 dicembre 1983) è un ex ciclista su strada sloveno professionista dal 2005 al 2022. Il suo successo più importante in carriera è il Critérium du Dauphiné 2010.

## Carriera
Già nelle categorie giovanili coglie ottimi risultati e dimostra una predilezione per le gare contro il tempo. Tra gli Under-23 è attivo con il team Krka di Novo Mesto; al terzo anno nella categoria, nel 2004, vince i campionati nazionali sloveni Under-23 a cronometro e soprattutto diviene campione del mondo a cronometro a Verona tra gli Under-23.
Nell'agosto 2005, dopo aver gareggiato fino a tutto luglio con la Krka, si trasferisce in una delle squadre più importanti, la Discovery Channel capitanata da Lance Armstrong, completando il salto nel professionismo. Dimostra di cavarsela subito bene nelle piccole corse a tappe e in settembre si piazza anche undicesimo nella prova in linea dei campionati del mondo di Madrid vinta da Tom Boonen. L'anno dopo compie notevoli miglioramenti soprattutto in salita, che gli permettono di conquistare piazzamenti importanti: tre quinti posti, rispettivamente al Tour de Georgia, alla Volta Ciclista a Catalunya e al Giro di Svizzera, e il nono posto alla Vuelta a Castilla y León. Sull'onda di queste buone prestazioni la Discovery Channel decide di schierarlo al via della Vuelta a España, dove è subito protagonista: al primo arrivo in salita alla Covatilla giunge secondo battuto solo da Danilo Di Luca mentre due giorni dopo giungendo quarto all'Alto de El Morredero conquista la maglia oro che vestirà per due giorni. A causa dell'inesperienza esce di classifica e chiude la corsa al trentesimo posto a poco più di 50 minuti dal vincitore Aleksandr Vinokurov. Nel 2007 conclude quindi al quinto posto la Tirreno-Adriatico e vince il Tour de Georgia.
Nel 2008, trasferitosi all'Astana, riconferma le buone doti nelle gare di una settimana, piazzandosi settimo alla Volta Ciclista a Catalunya e soprattutto terzo al Deutschland Tour; dopo l'ottavo posto al campionato mondiale a cronometro di Varese, si classifica infine secondo al Giro di Lombardia alle spalle di Damiano Cunego. Nella stagione seguente è di nuovo in evidenza con il secondo posto al Giro del Trentino, il diciassettesimo al Giro d'Italia, la vittoria del campionato sloveno a cronometro e la sesta piazza nella cronometro élite dei campionati del mondo di Mendrisio.
Nel 2010 passa al nuovo Team RadioShack, sodalizio statunitense diretto dal suo ex direttore sportivo Johan Bruyneel, insieme a Lance Armstrong e ad altri dieci compagni dell'Astana. In maggio conclude quinto al Tour de Romandie, mentre in giugno, grazie alla vittoria della terza frazione e ad alcuni piazzamenti, si aggiudica il Giro del Delfinato precedendo in classifica generale Alberto Contador. L'anno dopo partecipa al Tour de France ma si ritira durante la quinta frazione, a causa di una caduta; in stagione si piazza comunque settimo alla Parigi-Nizza e al Tour de Romandie, e si laurea nuovamente campione nazionale a cronometro.
Torna al Tour de France nel 2012, di nuovo in maglia Astana, con l'obiettivo d'entrare nei primi 5, tuttavia rimane quasi sempre nell'anonimato non riuscendo a stare con i migliori in salita e perdendo parecchio terreno anche a cronometro. Conclude la corsa in nona posizione, facendo segnare comunque la sua migliore prestazione alla Grande Boucle. Nella stessa stagione vince una tappa alla Volta Ciclista a Catalunya e la classifica finale del Giro di Slovenia. Nel 2013 arriva in Astana Vincenzo Nibali; a sostegno del siciliano, Brajkovič partecipa alla Vuelta a España, conquistando la prima maglia rossa di leader della classifica generale in seguito alla vittoria nella cronosquadre inaugurale.

## Palmarès
- 2004 (Krka, cinque vittorie)

Trofeo Banca Popolare di Vicenza
Campionati sloveni, Prova a cronometro Under-23
Campionati sloveni, Prova in linea Under-23
4ª tappa Grand Prix Tell (Olten > Olten, cronometro)
Campionati del mondo, Prova a cronometro Under-23 (con la Nazionale slovena)
- 2005 (Krka, una vittoria)

3ª tappa Jadranska Magistrala (Parenzo > Parenzo)
- 2007 (Discovery Channel, una vittoria)

Classifica generale Tour de Georgia
- 2009 (Astana, una vittoria)

Campionati sloveni, Prova a cronometro
- 2010 (Radioshack, due vittorie)

3ª tappa Critérium du Dauphiné (Monteux > Sorgues, cronometro)
Classifica generale Critérium du Dauphiné
- 2011 (Radioshack, una vittoria)

Campionati sloveni, Prova a cronometro
- 2012 (Astana, due vittorie)

3ª tappa Volta Ciclista a Catalunya (La Vall d'en Bas > Canturri)
Classifica generale Giro di Slovenia

### Altri successi
- 2005 (Krka)

Campionati mondiali militari, Prova a cronometro
Classifica giovani Giro di Slovenia
- 2006 (Discovery Channel)

Campionati mondiali militari, Prova a cronometro
Classifica giovani Tour de Georgia
- 2007 (Discovery Channel)

Classifica giovani Tour de Georgia
- 2008 (Astana)

Campionati mondiali militari, prova a cronometro
- 2013 (Astana)

1ª tappa Vuelta a España (Vilanova de Arousa > Sanxenxo, cronosquadre)

## Piazzamenti

### Grandi Giri
- Giro d'Italia

2009: 18º
2014: ritirato (6ª tappa)
- Tour de France

2010: 40º
2011: ritirato (5ª tappa)
2012: 9º
2013: non partito (7ª tappa)
2017: 45º
- Vuelta a España

2006: 30º
2007: ritirato (10ª tappa)
2011: 21º
2013: 26º

### Classiche monumento
- Liegi-Bastogne-Liegi

2011: 23º
- Giro di Lombardia

2005: ritirato
2006: ritirato
2008: 2º
2009: 21º
2010: ritirato
2011: 32º
2012: ritirato
2014: 37º
2015: ritirato
2017: ritirato

### Competizioni mondiali
- Campionati del mondo

Hamilton 2003 - In linea Under-23: 54º
Verona 2004 - Cronometro Under-23: vincitore
Verona 2004 - In linea Under-23: 13º
Madrid 2005 - Cronometro Elite: 19º
Madrid 2005 - In linea Elite: 11º
Salisburgo 2006 - In linea Elite: 108º
Varese 2008 - Cronometro Elite: 8º
Varese 2008 - In linea Elite: 48º
Mendrisio 2009 - Cronometro Elite: 6º
Mendrisio 2009 - In linea Elite: 35º
Melbourne 2010 - Cronometro Elite: 20º
Melbourne 2010 - In linea Elite: 22º
Copenaghen 2011 - Cronometro Elite: 14º
Copenaghen 2011 - In linea Elite: 50º
Limburgo 2012 - Cronometro Elite: 40º
Limburgo 2012 - In linea Elite: ritirato
Toscana 2013 - Cronosquadre : 6º
Toscana 2013 - In linea Elite: ritirato
Imola 2020 - In linea Elite: ritirato
- Giochi olimpici

Londra 2012 - In linea: 21º
Londra 2012 - Cronometro: 10º

### Competizioni europee
- Campionati europei

Atene 2003 - In linea Under-23: 46º
Otepää 2004 - Cronometro Under-23: 2º
Otepää 2004 - In linea Under-23: 16º
Mosca 2005 - Cronometro Under-23: 3º
Mosca 2005 - In linea Under-23: 76º
Plumelec 2016 - In linea Elite: 82º